# Alice Dunbar-Nelson

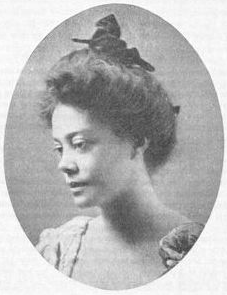
Alice Dunbar Nelson (um 1902)

Alice Ruth Moore Dunbar-Nelson (* 19. Juli 1875 in New Orleans als Alice Ruth Moore; † 18. September 1935 in Philadelphia) war eine US-amerikanische Schriftstellerin, Journalistin und Bürgerrechtlerin. Sie gehörte zur afroamerikanischen Literaturbewegung „Harlem Renaissance“.

## Leben
Alice Dunbar-Nelson wurde 1875 in New Orleans in eine bürgerliche Familie geboren. Ihre Mutter Patricia Wright war Näherin und ehemalige Sklavin, der Vater, Joseph Moore, Angestellter der amerikanischen Handelsmarine. Beide waren aktive Mitglieder der kreolischen Gemeinschaft der Stadt. In einer Zeit, in der nur rund ein Prozent der US-Amerikaner ein College besuchten (darunter kaum Afroamerikaner), erhielt Dunbar 1892 einen Abschluss an der Straight University (später Dillard University) und arbeitete anschließend als Lehrerin an einer öffentlichen Schule in New Orleans.
1895 veröffentlichte die Schriftstellerin Kurzgeschichten und Gedichte in ihrem ersten Buch Violets and Other Tales. Sie zog zunächst nach Boston, 1897 nach New York City. Nachdem sie die Mädchenschule White Rose Mission in Brooklyn mitbegründet hatte, arbeitete sie dort auch als Lehrerin. Bald lernte sie den Dichter und Journalisten Paul Laurence Dunbar kennen. Ihre schriftstellerische Arbeit und ein Foto in einem literarischen Magazin hatten ihn so sehr begeistert, dass er ihr schrieb. Die beiden begannen einen regen Briefwechsel, und schließlich zog Alice Moore nach zwei Jahren zu ihm nach Washington, D.C.
Das Paar heiratete 1898, doch schon vier Jahre später trennten sich die Dunbars, ließen sich aber nie scheiden. Paul Dunbar litt unter Depressionen und Alkoholismus und soll seine Frau 1902 wegen deren lesbischen Affären fast zu Tode geprügelt haben. Daraufhin verließ sie ihn und zog nach Wilmington im US-Bundesstaat Delaware, wo sie mehr als zehn Jahre an der Howard High School lehrte. Paul Dunbar starb wenig später im Jahr 1906.
Während der Sommer leitete Alice Dunbar in jenen Jahren Kurse für dunkelhäutige Studenten am State College (später Delaware State College) in Dover und lehrte zwei Jahre bei den Sommerkursen des Hampton Institute (heute Hampton University). 1907 und 1908 ließ sie sich von ihrer Lehrerposition beurlauben und schrieb sich als Studentin an der Cornell University ein. 1910 heiratete sie Henry Arthur Callis, einen bekannten Arzt und Professor an der Howard University, aber auch diese Ehe scheiterte.
1913 und 1914 war Dunbar Mitherausgeberin und Redakteurin der AME Church Review, einer einflussreichen Zeitschrift der African Methodist Episcopal Church (AME Church). Ab 1920 war sie Mitherausgeberin des Wilmington Advocate, einer fortschrittlichen Zeitung für die schwarze Bevölkerung der Region. Außerdem veröffentlichte sie die Anthologie The Dunbar Speaker and Entertainer.
Durch ihre Arbeit als Journalistin lernte sie den Dichter und Bürgerrechtsaktivisten Robert J. Nelson kennen und heiratete ihn 1916. Ihre politische Aktivität, die sie bereits seit ihrer Jugend ausübte, verlagerte sich ab 1915 auf die Suffragetten-Bewegung in den Mittelatlantikstaaten. 1918 wurde sie Mitglied im „Woman’s Committee“ des Council of National Defense und arbeitete für den Circle of Negro War Relief. 1924 setzte sich Dunbar-Nelson für die Annahme der Dyer Anti-Lynching Bill ein. Die Gesetzesinitiative des Abgeordneten Leonidas C. Dyer sollte Lynchmorde zukünftig unter Strafe stellen, scheiterte aber am Widerstand der Südstaaten im Kongress.
Alice Dunbar-Nelson engagierte sich in den 1920er- und 1930er-Jahren zunehmend für die Rechte der Frauen und Afroamerikaner. Neben weiteren Kurzgeschichten und Gedichten veröffentlichte sie ab 1920 auch Kolumnen, Artikel, Essays und Kritiken für Zeitschriften, Zeitungen und Fachzeitschriften, in denen sie immer stärker Stellung gegen Ausgrenzung und Rassismus bezog. 1920 arbeitete sie außerdem für das Delaware Republican State Committee und half bei der Gründung der Industrial School for Colored Girls in Delaware. Von 1928 bis 1931 war sie Geschäftsführerin des American Friends Inter-Racial Peace Committee. Als begehrte Rednerin hielt sie in diesen Jahren viele Vorträge.
1932 zog Dunbar-Nelson von Delaware nach Philadelphia, wo ihr Ehemann Mitglied der „Pennsylvania Athletic Commission“ wurde. In dieser Zeit erkrankte die Schriftstellerin an einem Herzleiden. Sie erlag schließlich am 18. September 1935 ihrer Erkrankung. Begraben wurde sie auf dem Wilmington and Brandywine Cemetery in Wilmington. Ihr Nachlass wird von der University of Delaware verwaltet.

## Werk
Dunbar-Nelsons Schriften behandeln vor allem die Probleme der Afroamerikaner und der Frauen in den ersten 30 Jahren des 20. Jahrhunderts. Sie schrieb vor allem für The Crisis, Opportunity, das Journal of Negro History und Messenger. In Essays wie Negro Women in War Work (1919), Politics in Delaware (1924), Hysteria und Is It Time for Negro Colleges in the South to Be Put in the Hands of Negro Teachers? untersuchte Dunbar Nelson insbesondere die Rolle der schwarzen Frau in Arbeitswelt, Bildungswesen und der Bürgerrechtsbewegung. Immer wieder setzte sich Dunbar-Nelson für Gleichberechtigung in allen Bereichen ein. Sie kämpfte für einen gleichberechtigten Zugang von Minderheiten und Frauen zu Bildung, Arbeit, Gesundheit, Verkehrsmitteln und anderen verfassungsrechtlich garantierten Rechten.
Viele von Alice Dunbar-Nelsons Artikeln wurden abgelehnt, weil sie aufgrund ihrer hellen Hautfarbe nicht eindeutig afroamerikanisch war oder aber nicht hellhäutig genug. Nur wenige wichtige Zeitschriften und Zeitungen veröffentlichten ihre Arbeiten, weil sie sich schlecht „vermarkten“ ließ. Dunbar-Nelson schrieb viel über diese strikte Trennung zwischen Weißen und Schwarzen. In ihrem autobiographischen Stück Brass Ankles („Messing-Fußgelenke“ – ein Spitzname für eine ethnische Minderheit mit europäischen, afrikanischen und indianischen Vorfahren) beschrieb Dunbar-Nelson die Probleme, als hellhäutige Afroamerikanern in Louisiana aufzuwachsen. Sie erinnerte sich daran, wie einsam sie sich als Kind gefühlt habe, und an ihre Empfindungen, weder der einen noch der anderen Gruppe anzugehören und von beiden nicht akzeptiert zu werden. Sie wurde als Kind von Gleichaltrigen oft als „halb-weißer Nigger“ beschimpft, und auch später behandelte man sie reserviert: Weißen Kollegen war sie nicht „reinrassig“ und schwarzen Kollegen nicht dunkelhäutig genug. Sie schrieb, dass es sehr schwer gewesen sei, weder schwarz noch weiß zu sein, weil die „hellhäutigen Nigger, die Brass Ankles, sowohl den Hass der eigenen Leute ertragen mussten wie auch die Vorurteile der Weißen“.
Erst 1984 wurde ihr Tagebuch veröffentlicht, das ihr Leben in den Jahren 1921 und zwischen 1926 und 1931 beschreibt. Anschaulich schrieb die Schriftstellerin über Familie, Freundschaft, Sexualität, Gesundheit, Reisen, berufliche Probleme und finanzielle Schwierigkeiten. Ihre Aufzeichnungen geben wertvolle Einblicke in das Leben schwarzer Frauen in dieser Zeit.
Alice Dunbar-Nelson wurde in die Anthologie Daughters of Africa aufgenommen, die 1992 von Margaret Busby in London und New York herausgegeben wurde.

## Ehrungen
Dunbar-Nelson war Ehrenmitglied der Studentinnenvereinigung Delta Sigma Theta.

## Veröffentlichungen
- Violets and Other Tales. Monthly Review, Boston 1895 (Digitalisat)
- The Goodness of St. Rocque and Other Stories, 1899
- Wordsworth’s Use of Milton’s Description of the Building of Pandemonium. Modern Language Notes, 1909
- Masterpieces of Negro Eloquence. Bookery Publishers, New York 1914
- People of Color in Louisiana. Journal of Negro History, 1917
- Mine Eyes Have Seen, Theaterstück, veröffentlicht in The Crisis, 1918
- The Dunbar speaker and entertainer: containing the best prose and poetic selections by and about the Negro race, with programs arranged for special entertainments, Anthologie, J. L. Nichols & Co., Naperville 1920
- Caroling Dusk – a collection of African-American poets. 1927
- Snow in October und Sonnet. 1927
- The Colored United States. The Messenger, 1924
- From a Woman’s Point of View („Une Femme Dit“), 1926, Kolumne für den Pittsburgh Courier.
- As in a Looking Glass, 1926–1930, Kolumne für den Washington Eagle
- So It Seems to Alice Dunbar-Nelson, 1930, Kolumne für den Pittsburgh Courier
- Gloria T. Hull (Hrsg.): Give Us Each Day: The Diary of Alice Dunbar-Nelson. Norton, New York 1984